# Джон Дейч
Джон Марк Дейч (англ. John Mark Deutch, нар. 27 липня 1938, Брюссельський столичний регіон) — американський вчений та державний діяч, директор Центральної розвідки США (1995—1996).

## Біографія
Народився в Брюсселі в єврейській сім'ї, в 1942 році батьки Дейча, рятуючись від переслідувань нацистів, переїхали разом із сином та дочкою до США. В 1945 Джон отримав американське громадянство, в 1961 закінчив хіміко-інженерний факультет Массачусетського технологічного інституту (МТІ), здобувши ступінь бакалавра точних наук, і одночасно історичний факультет Емгерстського коледжу, здобув ступінь бакалавра історії. В 1965 здобув ступінь доктора фізичної хімії в МТІ. У 1961—1965 роках працював у відділі політичного планування Міністерства оборони, після чого повернувся до занять наукою. У 1966—1969 роках працював доцентом хімії в Прінстонському університеті, у 1970—1977 роках — професором хімії в МТІ. З 1976 — декан хімічного факультету МТІ. Одночасно працював у «мозковому центрі» RAND. У 1977—1980 роках — заступник міністра енергетики, який відповідав за програми виробництва ядерних озброєнь, з 1981 року — ректор МТІ.
У 1989—1993 роках входив до Президентської консультативної ради з зовнішньої розвідки, у 1993—1994 роках — заступник міністра оборони з питань виробництва та технологій, з 1994 року — заступник міністра оборони. 19 березня 1995 року призначений президентом Б. Клінтоном директором Центральної розвідки та головою Центрального розвідувального управління (ЦРУ), 9 травня затверджений Сенатом, 10 травня обійняв посаду, очолював ЦРУ до 15 грудня 1996 року. Після відходу Дейча з посади директора ЦРУ співробітники технічної інспекції виявили у пам'яті його комп'ютера, який не мав спеціальної системи захисту, 31 секретний документ. У травні 1999 року міністерство юстиції вирішило не порушувати проти Дейча кримінальної справи, проте влітку того ж року директор ЦРУ Джордж Тенет «на невизначений час» позбавив його доступу до секретної бази даних ЦРУ.
Після виходу у відставку з посади директора ЦРУ Дейч повернувся до МТІ як професор хімії. З початку 1999 року — голова комісії Конгресу США з проблеми розкрадання американських ядерних технологій.